# The Early Chapters of Revelation
The Early Chapters of Revelation (ang. Pierwsze rozdziały objawienia) – tytuł wydanego w 2000 r. box-setu szwedzkiego zespołu metalowego Therion. Box-set składa się z trzech zremasterowanych albumów (wzbogaconych o utwory demo i utwory wcześniej niepublikowane): Of Darkness..., Beyond Sanctorum oraz Symphony Masses: Ho Drakon Ho Megas. Są to pierwsze trzy studyjne płyty zespołu. Wydawcą albumu jest Nuclear Blast.
Tytuł nawiązuje do Apokalipsy św. Jana (ang. Book of Revelation).

## Lista utworów

### CD1: Of Darkness...
Patrz: Of Darkness...

### CD2: Beyond Sanctorum
Patrz: Beyond Sanctorum

### CD3: Symphony Masses: Ho Drakon Ho Megas
Lista utworów pozostała niezmieniona, patrz: Symphony Masses: Ho Drakon Ho Megas